# Krzysztof Kiljan
Krzysztof Kiljan (ur. 30 grudnia 1999) – polski lekkoatleta specjalizujący się w biegach przez płotki.
Srebrny medalista halowych mistrzostw Polski w Lekkoatletyce w biegu na 60 metrów przez płotki (2021), a także mistrzostw Polski w sztafecie 4 × 200 m (2019). Brązowy medalista mistrzostw Polski w biegu na 110 m przez płotki  oraz sztafecie 4x100 m (2019), a także halowych mistrzostw Polski w biegu na 60 metrów przez płotki (2020, 2022, 2023). 
Dwukrotny młodzieżowy mistrz Polski w biegu na 110 metrów przez płotki (2020, 2021) oraz wicemistrz (2019). Brązowy medalista w sztafecie 4x100 m (2020). Medalista mistrzostw Polski w kategoriach U20.
Uczestnik finału podczas Halowych mistrzostw Europy (2023).

## Rekordy życiowe
- bieg na 60 metrów przez płotki – 7,57 (8 lutego 2025, Łódź) 5. miejsce w polskich tabelach historycznych;
- bieg na 110 metrów przez płotki – 13,43 (17 czerwca 2023, Warszawa) 7. miejsce w polskich tabelach historycznych.